# Harriet B. Creighton
Harriet Baldwin Creighton (* 27. Juni 1909 in Delevan, Illinois; † 9. Januar 2004) war eine US-amerikanische Biologin und Hochschullehrerin für Botanik und Genetik.
Creighton studierte bis 1929 am Wellesley College und promovierte 1933 an der Cornell University. Im Rahmen ihrer Dissertation klärte sie 1931 mit Barbara McClintock den Vorgang des Crossing-over auf.
Nach ihrer Promotion lehrte sie an der Cornell University und am Connecticut College. Anschließend lehrte sie bis zu ihrer Pensionierung 1974 wieder in Wellesley.